# Carles Puigdemont
Carles Puigdemont i Casamajó (født 31. december 1962) er en spansk politiker fra Girona i Catalonien, Spanien. Fra 2016 til 2017 var han formand for Generalitat de Catalunya, det højeste politiske organ i Catalonien. Han var desuden ordfører i Girona og formand for Associació de Municipis per la Independència (AMI; Sammenslutninger af kommuner for uafhængighed i Catalonien). I samme periode var han præsident for Catalonien, indtil han blev afsat af den spanske regering i oktober 2017. Siden 2019 har han som løsgænger været medlem af Europa-Parlamentet.
Han bor i selvvalgt eksil i Belgien. Den 3. november 2017 udsendte den spanske domstol en arrestordre på Puigdemont. Puigdemont meldte sig selv til belgisk politi, men den belgiske domstol valgte ikke at udlevere ham til Spanien. Puigdemont fik i den forbindelse forbud mod at forlade Belgien uden tilladelse. Den 8. marts 2021 ophævede Europa-Parlamentet hans parlamentariske immunitet. Den 30. april 2021 fik Puigdemont tilbudt asyl i Marokko.

## Karriere

### Journalistisk karriere
Carles Puigdemont er uddannet Journalist. Han arbejdede som journalist for El Punt, en catalansksproget pro-selvstændigheds avis, hvor han også har været chefredaktør.
I 1988 påbegyndte Puigdemont et projekt, hvor han samlede referencer til Catalonien i den internationale presse. Det resulterede i udgivelsen af bogen Cata... què? Catalunya vista per la premsa internacional (Dansk: "Cata...Hvad? Catalonien set igennem den internationale presse"). 
I 2004 grundlagde han det pro-catalanske engelsksprogede medie Catalonia Today.

### Politisk karriere
I 2006 forlod Puigdemont El punt for at beskæftige sig med politik på fuld tid. Han blev tilbudt en opstilling af det catalanske parti Convergència i Unió (CiU) til det regionale parlament, hvor han også opnåede valg.
I 2007 stillede han op for CiU til lokalvalget i Girona, hvor han også blev valgt. CiU forblev dog i opposition.
I 2011 blev han valgt til Borgmester i Girona på vegne af CiU. Det endte 32 års styre med Det catalanske socialistparti i Girona.
I 2016 blev han valgt som præsident for Catalonien, og trak sig i samme omgang som Borgmester da en person ikke samtidig kan være borgmester og regional præsident. Han efterfulgte Artur Mas, efter at han blev beskyldt for korruption.
I juni 2017 annoncerede Puigdemont, at der ville blive afholdt selvstændighedsafstemning. Det førte til Den spanske forfatningskrise i 2017 og 2018, hvor han blev fjernet fra embedet, og måtte søge i eksil i Belgien, hvor han har levet siden. Folkeafstemningen om Cataloniens selvstændighed 2017 blev afholdt, men den er blevet kritiseret for ikke at leve op til minimumsstandarder, og er ikke blevet anerkendt af den spanske regering.
Den 26. maj 2019 blev Puigdemont valgt til Europa-Parlamentet, hvor han er registreret som løsgænger. Det var imidlertid usikkert om han kunne indtage sin plads i parlamentet grundet Spaniens udleveringskrav, hvilket en domstol dog tillod 19 december 2019. Den 8. marts 2021 stemte et flertal på 400 af de 705 medlemmer af Europa-Parlamentet for at ophæve Puigdemonts immunitet. Puigdemont appellerede til EU-Domstolen, men den afviste hans appel 30. juli 2021.

## Privatliv
Han er gift med den rumænske journalist Marcela Topor, som han har to børn sammen med.
Puigdemont taler catalansk, spansk, engelsk, fransk og rumænsk.